# Закон о шляпах

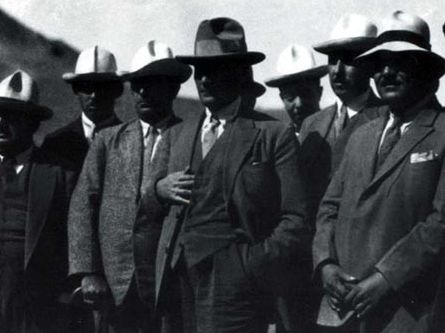
Ататюрк с соратниками после принятия «закона о шляпах», 1925 год

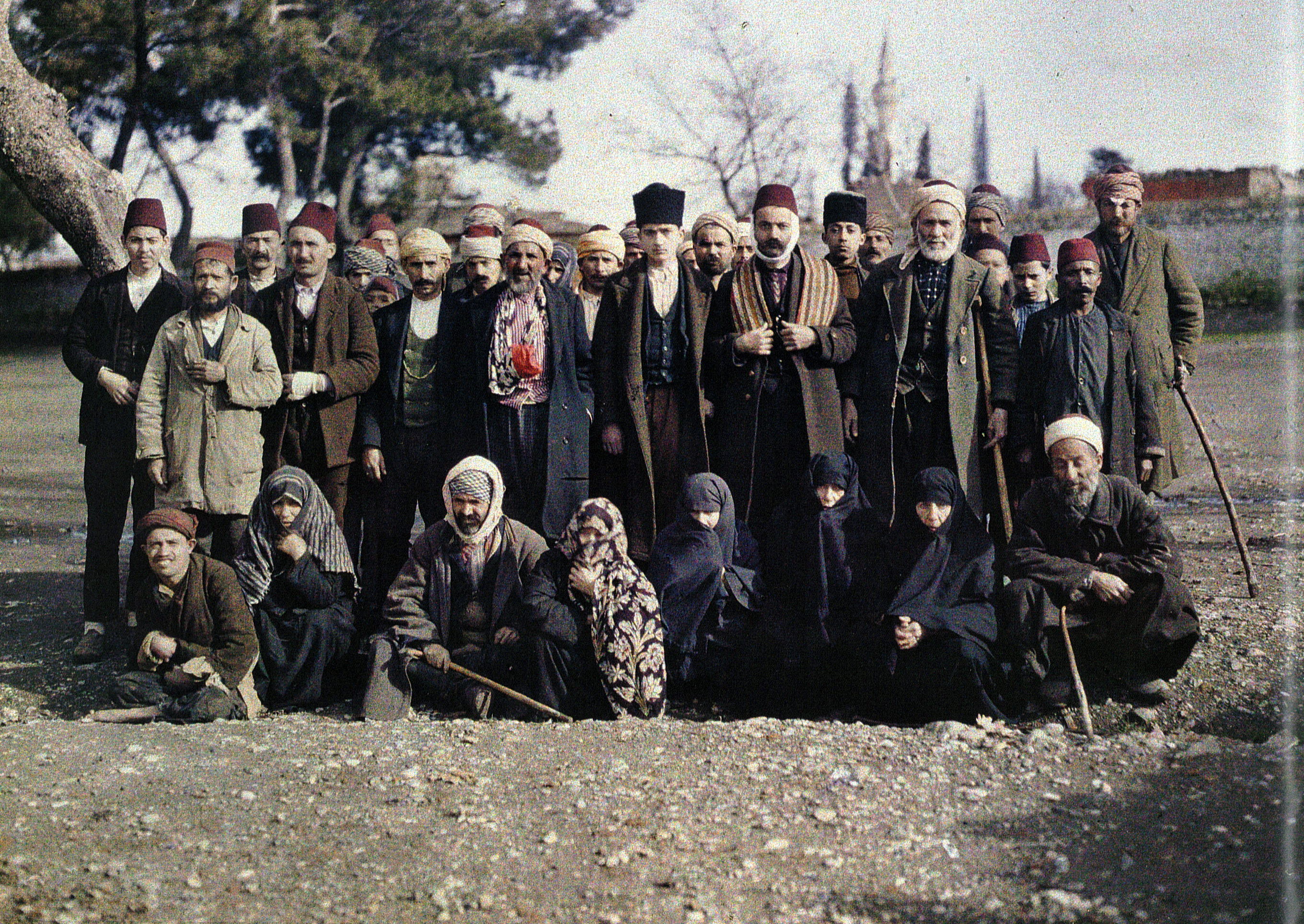
Турки до принятия «закона о шляпах», 1923 год

Закон о шляпах (тур. Şapka Devrimi) — принятый в 1925 году в Турецкой республике указ о замене тюрбанов и фесок, традиционно носившихся в Османской империи, европейскими головными уборами.

## История

### Предыстория
В 1828 году султан Махмуд II сделал обязательным ношение фесок всеми военными и чиновниками. После этого фески быстро прижились в Османской империи.
Ношение тюрбанов и фесок также имело религиозный аспект, считалось, что они соответствуют требованиям ислама. Европейские же шляпы считались атрибутом «неверных», их ношение осуждалось исламскими религиозными лидерами. В XVI веке шейх аль-ислам Османской империи Эбуссууд-эфенди выпустил фетву, в которой говорилось: «Те, кто носят шляпы, подобные иностранным, совершают куфр». В популярном исламском катехизисе «Mızraklı İlmihal» европейские шляпы также осуждались, их ношение приравнивалось к ношению христианского креста.

### Принятие закона
В 1925 году в Турецкой республике был принят «закон о шляпах», в соответствии с которыми всё мужское население Турции было обязано отказаться от ношения фесок и тюрбанов в пользу европейских шляп. Нарушители карались штрафом либо тюремным арестом на срок вплоть до шести месяцев.
Среди всех реформ Ататюрка, именно «закон о шляпах» вызвал наибольшее неприятие в обществе. По всей Турции против отказа от тюрбанов и фесок прошли акции протеста, которые подавлялись силой. Для подавления протестов в городе Ризе правительству даже пришлось отдать приказ об обстреле города орудиями крейсера «Хамидие». Кроме того, 57 противников реформы, отказавшиеся снимать тюрбаны, были повешены.
Одним из наиболее ярых противников нового закона был исламский активист Искилипли Атыф Ходжа, который в своём памфлете «Имитация Запада и шляпа» (тур. Frenk Mukallitliği ve Şapka) высмеял «закон о шляпах». В декабре 1925 года Искилипли был арестован, после этого он предстал перед трибуналом, который через два дня признал Искилипли виновным в работе на Британию и приговорил к казни через повешение.
Жёсткие меры, применявшиеся к нарушителям «закона о шляпах», привели к постоянному высокому спросу на шляпы, именно благодаря торговле шляпами сумел разбогатеть Виталий Хакко, основатель торговой марки «Vakko».
В 2004 году во время посещения Турции Еврокомиссией, её члены осудили «закон о шляпах». На тот момент он ещё действовал, хотя практически не применялся. Наказание за нарушение закона о шляпах было отменено лишь в 2014 году.